# Karl Polanyi

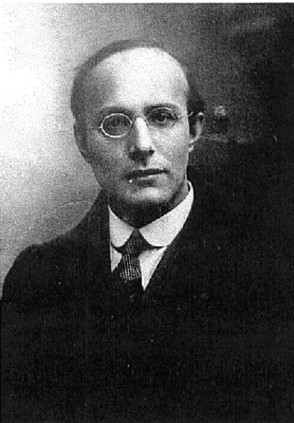
Karl Polanyi

Karl Polanyi (Wenen, 21 oktober 1886 – Pickering (Ontario), 23 april 1964) was een Hongaars-joodse econoom die bekend is om zijn heterodoxe opvattingen en zijn studies naar economische verschijnselen in hun sociale, culturele en historische context.

## Levensloop
Hij was de zoon van een Hongaar die gehuwd was met een Russische. Zijn broer Michael Polanyi is later een bekend filosoof en chemicus geworden. Polanyi groeide op in Boedapest en hij studeerde er aan de universiteit, waar hij de radicale Club Galileï oprichtte. In de Eerste Wereldoorlog was hij actief aan het Russische front, waar hij gevangen werd genomen.
Na de oorlog keerde hij terug naar Boedapest en werd hij er politiek actief, maar door zijn linkse ideeën moest hij uitwijken naar Wenen waar hij actief was als journalist. Hij leerde er zijn vrouw Ilona Duczynska kennen. In 1919 vond er een mislukte machtsovername van de Hongaarse communisten plaats en zijn vrouw nam daaraan deel.
Naar aanleiding van de Anschluss vluchtten zij weg van Wenen naar Londen, waar hij zijn inkomen verdiende als leraar en journalist. Ook begint hij met het verzamelen van informatie voor zijn magnum opus The Great Transformation.
Dit werk zal hij schrijven in 1944 nadat hij naar de Verenigde Staten was geëmigreerd. Daar was hij aangenomen bij het Bennington College en drie jaar later, in 1947, krijgt hij een aanbieding van de Columbia-universiteit. Zijn vrouw krijgt echter geen visum omwille van haar deelname aan de communistische opstand in 1920 en ze besluiten in Canada te gaan wonen, vanwaar hij telkens naar New York pendelt.
In 1957 verschijnt een tweede belangrijk werk: Trade and Market in Early Empires. In 1964 sterft Polanyi, maar in 1966 verschijnt het werk Dahomey and the slave trade : an analysis of an archaic economy dat hij samen schreef met Rotstein. Zijn notities en lezingen worden verzameld en aan de hand daarvaan verschijnen nog twee werken: Primitive, Archaic and Modern Economics: Essays of Karl Polanyi in 1968 en The Livelihood of Man in 1977.

## Stellingen
Polanyi introduceerde de termen formalisme en substantivisme. Hijzelf was een aanhanger van het substantivisme dat de economie niet zag als een systeem gebaseerd op het winstoogmerk, zoals het formalisme, maar als een stelsel waarin de relaties en het sociaal kader veel belangrijker zijn.
Volgens Polanyi bestond er in de oudheid een heel andere manier van denken en is het kapitalisme een historische anomalie. Volgens hem is economie steeds ingebed in sociale maatschappelijke relaties. Het kapitalisme kent dit niet en vernietigt het ook. De relaties zijn niet langer belangrijk, alleen het geld telt. Volgens hem kan een pure vrije markt ook niet bestaan, want de maatschappij werpt een zelfregulerende bescherming op die het kapitalisme moet afremmen. Voor hem was het dan ook ideaal terug te keren naar het oude systeem.
Volgens Karl Polanyi bestonden er drie soorten distributiesystemen: wederkerigheid, herverdeling en ruil. Deze waren allen vooral sociaal bepaald. In ons huidig systeem is ruil het belangrijkste geworden en is ze marktgericht (prijzen bepaald door vraag en aanbod en niet door sociale relaties). Vroeger bestond er geen marktsysteem met vraag en aanbod, maar werden de systemen van herverdeling en wederkerigheid vooral gebruikt. Er bestonden wel systemen van ruil, maar deze waren uitzonderlijk.
Er bestonden lokale markten maar de prijs werd vooral bepaald door cultuur, religie en status. Daarnaast bestond er langeafstandshandel die echter in handen was van de overheid en vooral op wederkerigheid (geschenken) was gebaseerd.
Tegenwoordig zijn de meeste economen en historici van mening dat er wel degelijk markten waren en dat prijzen deels bepaald werden door vraag en aanbod. Ook was er zeker een streven naar winst. Wel wordt er erkend dat sociale relaties een veel grotere rol speelden dan in onze huidige kapitalistische maatschappij en dat het marktsysteem niet zo omvattend was als nu. Karl Polanyi heeft een belangrijke aanzet gegeven tot het bestuderen van de economie van de oudheid. Ook heeft hij het blindelings ervan uitgaan dat de economie altijd geweest is zoals ze nu is ter discussie gesteld.

## Werken
- The Great Transformation, 1944
- Trade and Markets in Early Empires, 1957
- Dahomey and the Slave Trade, 1966
- Primitive, Archaic and Modern Economics: Essays of Karl Polanyi, 1968
- The Livelihood of Man, 1977

## Biografieën
- Kari Polanyi-Levitt (red.), 1990. The Life and Work of Karl Polanyi: A Celebration. Montreal: Black Rose. 25 korte bijdragen over Polanyi n.a.v. een symposium.
- Gareth Dale, 2010. Karl Polanyi: The Limits of the Market. London: Polity. Een intellectuele biografie die zich concentreert op het theoretisch werk van Polanyi.
- Gareth Dale, 2016. Karl Polanyi: A Life on the Left. New York: Columbia-universiteit Press. Een meer persoonlijke en politieke biografie.
- Jurgen Masure, 2023. Mens voorbij Markt: een nieuwe economie in tijden van klimaatverandering. Pelckmans Uitgevers, Antwerpen. In dit boek wordt het werk van Polanyi gebruikt om een analyse te maken van onze huidige economie.